# Rebekka Owe
Rebekka Owe (født 24. august 1962) er en dansk skuespillerinde.

## Tidlige liv og karriere
Hun er datter af Baard Owe og Marie-Louise Coninck samt søster til kollegaerne Anja Owe og David Owe.
Hun er uddannet fra Statens Teaterskole i 1988 og debuterede i 1985 i forestillingen Freya lever på Betty Nansen Teatrets Annexscene, som Freya.
Owe har spillet roller både inden for det klassiske, eksperimenterende og moderne repertoire. Hun har desuden medvirket som sanger i forskellige musikforestillinger, bl.a. på Gladsaxe Ny Teater i  Blodbryllup af Garcia Lorca i 2008 og på Riddersalen i 2012 som Mette i Kærlighed uden strømper. Hun var i ensemblet på Mungo Park Kolding i 2008-2011. Hun har derudover medvirket i forskellige TV-serier og film. Udover sin karriere som skuespiller har hun også været fortæller på lydbøger.

## Privatliv
Siden 1992 har hun dannet par med dramatikeren Peter Hugge. Hun har spillet roller i hans skuespil flere gange. Sammen har parret to døtre.[kilde mangler]

## Filmografi
- Det som ingen ved (2008)
- Familien Gregersen (2004)

### Tv-serier
- Strisser på Samsø (1997-1998)
- Hotellet afsnit 7-14 (2000)
- Anna Pihl (2006-2008)